# Themba Dlamini
Pour les articles homonymes, voir Dlamini.
Absalom Themba Dlamini, né le 1er décembre 1950, est le Premier ministre du Swaziland du 26 novembre 2003 au 18 septembre 2008.

## Biographie
Dlamini a obtenu un baccalauréat de l’Université du Botswana et du Swaziland en 1978. En 1987, il a obtenu une maîtrise de l'Université de Nairobi. Il a acquis de l'expérience dans de nombreux domaines depuis son apprentissage. il a occupé des postes de direction au Swaziland National Provident Fund, à la Banque centrale du Swaziland et à la Swaziland Industrial Development Company. En outre, Dlamini a été directeur de nombreuses sociétés swazies. À partir de 1991, il a été directeur et président de Tibiyo Taka Ngwane, une organisation nationale pour la préservation de la culture du Swaziland et le développement de stratégies économiques.
Dlamini a été nommé Premier ministre le 14 novembre 2003. Le roi Mswati III lui a décerné la « Médaille royale du conseiller suprême du décret royal du roi Sobhuza II ».
Le 16 octobre 2008, l'ancien Premier ministre Barnabas Sibusiso Dlamini lui a succédé.